# Kagoshima United FC
 Kagoshima United FC  (em japonês, 鹿児島ユナイテッドFC Kagoshima Yunaiteddo FC) é um clube de futebol japonês, sediado em Kagoshima. A equipe compete na J3-League, a terceira divisão nacional.

## História
O clube foi fundado em 1973 como Volca Kagoshima', e disputava ligas regionais, fundindo-se posteriormente com o FC Kagoshima. Apenas em 2014 o clube se filiou a J-League, conquistando o acesso à J3 League em 2015, ao ficar em 4º lugar. Em 2018, garantiu pela primeira vez o acesso à J2.
Na única temporada na segunda divisão japonesa, o clube permaneceu nas últimas posições, terminando em 21º lugar. Sua permanência dependia apenas do Fujieda MYFC, que não possui a licença da J2 - caso os Violetas ficassem entre os 2 primeiros colocados, o Kagoshima ficaria na segunda divisão; porém, o Thespakusatsu Gunma obteve o acesso (empatou em pontos com o Fujieda, sendo favorecido pelo saldo de gols) e o Yokanise Eleven caíram para a terceira divisão nacional.